# Tachyspiza
Tachyspiza (лат.) — род хищных птиц из семейства ястребиных (Accipitridae). Ранее всех представителей рода Tachyspiza помещали в род  Accipiter. Молекулярно-филогенетические исследования показали, что род Accipiter является полифилетическим, и в результате последующей ревизии были созданы монофилетические роды, в один из которых и были включены 27 видов.
Род  был представлен в 1844 году немецким натуралистом Иоганном Якобом Каупом (Johann Jakob Kaup), который ввёл в качестве типового вида Falco soloensis Horsfield. Название рода сочетает в себе др.-греч. ταίυς, означающее «быстрый», и др.-греч. σπιχιας, означающее «ястреб».

## Виды
Международный союз орнитологов относит к роду 27 видов:
- Tachyspiza badia (Gmelin, 1788) — Туркестанский тювик
- Tachyspiza butleri (Gurney, 1898)
- Tachyspiza brevipes (Severtsov, 1850) — Европейский тювик
- Tachyspiza soloensis (Horsfield, 1821) — Короткопалый ястреб
- Tachyspiza francesiae A. Smith, 1834 — Мадагаскарский ястреб
- Tachyspiza trinotata (Bonaparte, 1850) — Пятнистохвостый перепелятник
- Tachyspiza novaehollandiae (Gmelin, 1788) — Светлый ястреб
- Tachyspiza hiogaster (S. Müller, 1841)
- Tachyspiza fasciata  (Vigors & Horsfield, 1827) — Австралийский бурый ястреб
- Tachyspiza melanochlamys  (Salvadori, 1876)
- Tachyspiza albogularis  (Gray, 1870) — Сорочий ястреб
- Tachyspiza haplochroa  (Sclater, 1859) — Белобрюхий ястреб
- Tachyspiza rufitorques (Peale, 1848) — Фиджийский ястреб
- Tachyspiza henicogramma  (Gray, 1861) — Молуккский ястреб
- Tachyspiza luteoschistacea  (Rothschild & E. Hartert, 1926) — Серо-голубой ястреб
- Tachyspiza imitator  (Hartert, 1926) — Ястреб-пересмешник
- Tachyspiza poliocephala  (Gray, 1858) — Новогвинейский пепельноголовый тетеревятник
- Tachyspiza princeps  (Mayr, 1934) — Новобританский серобрюхий тетеревятник
- Tachyspiza erythropus  (Hartlaub, 1855) — Краснобёдрый ястреб
- Tachyspiza minulla  (Daudin, 1800) — Африканский малый перепелятник
- Tachyspiza gularis  (Temminck & Schlegel, 1844) — Малый перепелятник
- Tachyspiza virgata  (Temminck, 1822)
- Tachyspiza nanus  (W. Blasius, 1897) — Целебесский ястреб
- Tachyspiza erythrauchen  (Gray, 1861)
- Tachyspiza cirrocephala  (Vieillot, 1817) — Ошейниковый ястреб
- Tachyspiza brachyura  (Ramsay, 1880) — Новобританский ястреб
- Tachyspiza rhodogaster  (Schlegel, 1862) — Винногрудый перепелятник